# 콜린 피터슨
프레더릭 콜린 피터슨(영어: Frederick Colin Petersen, 1946년 3월 24일 ~ 2024년 11월 18일)은 오스트레일리아에서 출생한 영국의 영화배우이며 록 음악 드러머, 기타리스트, 작사가, 작곡가, 편곡가 겸 음반 프로듀서이다.
10세 때였던 1956년 영국·미국 합작 영화 《Smiley》의 주연으로 영화배우 데뷔하였고 이후 영화배우로 활동하다가 1967년에는 고국 오스트레일리아에서 록 음악 그룹 "비 지스(Bee Gees)"의 데뷔 음반에 드러머로 참여하였으며 또한 동시에 편곡가로도 데뷔하였다.
이후에도 드러머, 기타리스트, 작사가, 작곡가, 편곡가와 음반 프로듀서로 활동하였고 1980년대 중반 시기부터 영국에서 영화배우와 대중음악가로 활동하였으며 영국 시민권을 취득하였다.

## 같이 보기
- 배리 깁
- 로빈 깁
- 모리스 깁
- 앤디 깁
- 빈스 멜러니